# Kê lặc
Kê lặc, chữ Hán giản thể: 鸡肋, phồn thể: 鷄肋. Bính âm: jī lèi(lē) có nghĩa là gân gà, đây là cụm từ ám chỉ được nhắc đến như là nguyên nhân dẫn đến cái chết của Dương Tu do dám đọc vị được Tào Tháo dẫn đến ngụ ngôn "Thần khẩu hại xác phàm".

## Xuất xứ
Quyển "Võ Đế Kỷ" trong phần "Ngụy Chí" trong "Tam Quốc Chí" do Bùi Tùng Chi chú thích dẫn câu trong sách "Cửu Châu Xuân Thu của Tư Mã Bưu viết: "Khi Vương (chỉ Ngụy Võ Đế Tào Tháo) muốn rút về, mới ra lệnh rằng: 'Kê lặc'. Các quan không hiểu ý gì. Có quan chủ bộ là Dương Tu liền từ thu xếp hành trang. Mọi người kinh ngạc hỏi Tu, Tu đáp: "Kê lặc (gân gà), bỏ đi thì tiếc, ăn vào thì không ra gì, lấy nó để ví với đất Hán Trung, biết Vương đã muốn lui rồi'"(Nguyên văn: Phù kê lặc, khí chi như khả tích, thực chi vô sở đắc)
Hồi thứ 72 truyện Tam Quốc Diễn Nghĩa của La Quán Trung viết: Tào Tháo đóng quân đã lâu, muốn tiến thì bị Mã Siêu chống cự hăng lắm, muốn thu quân về lại sợ quân Thục (quân Lưu Bị) coi thường: trong lòng còn do dự chưa biết nên quyết thế nào. Vừa lúc đó nhà bếp dâng món canh gà. Tháo thấy trong bát canh có miếng gân gà, nghĩ, lại thấy buồn rầu trong lòng. Đúng lúc đó, Hạ Hầu Đôn vào trướng, xin mật khẩu trong quân đêm nay, Tào Tháo buột miệng nói: "Kê lặc! Kê lặc" (gân gà, gân gà) Hạ Hầu Đôn truyền lệnh cho quân sĩ, mật khẩu đêm nay là "Kê lặc". Quan chủ bạ hành quân là Dương Tu nghe truyền hai chữ "Kê lặc" liền sai quân sĩ của mình sắp xếp đồ đạc, chuẩn bị rút quân. Có người báo cho Đôn biết, Đôn cả kinh, liền mời Tu tới trướng, hỏi: "Sao ngài lại thu xếp đồ đạc như vậy?" Tu đáp: "Qua mật khẩu đêm nay thì biết Ngụy Vương chắc sẽ thu binh sớm thôi. Kê lặc, ăn thì vô vị, bỏ đi thì tiếc. Ngay tiến binh thì không thắng nổi, lui về lại sợ người ta chê cười, ở đây mãi cũng vô ích, chi bằng sớm lui binh. Vài hôm nữa Ngụy Vương sẽ rút quân thôi. Vì thế tôi thu xếp đồ đạc trước, sợ tới lúc đó lại vội vàng."

## Giải nghĩa
Kê lặc nghĩa là gân gà, dùng với những nghĩa sau:
- Ví với chuyện làm một việc nào đó không có ý nghĩa, không có giá trị nhưng không làm thì tiếc, "bỏ thì thương, vương thì tội".
- Cũng dùng để ví với thân thể gầy gò.

Tuy nhiên thực tế từ "lặc" ở đây có nghĩa là "xương sườn" dịch sát và đúng nghĩa thì kê lặc có nghĩa là sườn gà còn gân gà phải gọi là kê cân. Không hiểu tại sao các học giả đầu tiên khi dịch tác phẩm của họ La lại đưa từ kê lặc thành gân gà rồi từ đó người sau cứ thế mà dùng cũng không chịu tìm hiểu ngữ nghĩa cho chính xác.

## Thành ngữ liên quan
- 食鸡肋 (Thực kê lặc)

- 如嚼鸡肋 (Như tước kê lặc)

- 食之无味，弃之可惜 (Thực chi vô vị, khí chi khả tích)

- 杨修鸡肋 (Dương Tu kê lặc)

- 鸡肋功名 (Kê lặc công danh)

## Chú dẫn nguồn
1. ↑  Trung quốc sử tịch tinh hòa tùng dịch -- Tam Quốc Chí, Tấn Thư, Nam Sử, Bắc Sử, Tùy Thư" Nhà xuất bản Thanh Đảo, Trung Quốc, 1993
2. ↑  Tam Quốc diễn nghĩa Bản chữ Hán giản thể, nhà xuất bản Văn học Nhân dân Bắc Kinh Trung Quốc, 1985)